# Szederkény
Szederkény là một thị trấn thuộc hạt Baranya, Hungary. Thị trấn này có diện tích 14,33 km², dân số năm 2010 là 1800 người, mật độ 126 người/km².